# Frances Burnett
Frances Eliza Burnett (rođena Hodgson), američka novelistica i spisateljica,  (Manchester, 24. listopada 1849. – 29. listopada 1924.). Rođena u Engleskoj, gdje je živjela do 1865. Stekla je slavu dječjom novelom; Mali lord Fauntleroy (Little Lord Fauntleroy, 1886.). Poznatije novele: Sara Crewe (1888.), Mala princeza (1905.), Tajni vrt (The Secret Garden, 1909.); najboljom dramom smatra se Vrla dama (The Lady of Quality, 1896.).